# Arianna Castiglioni
Arianna Castiglioni (Busto Arsizio, 15 de agosto de 1997) es una deportista italiana que compite en natación, especialista en el estilo braza.
Ganó cinco medallas en el Campeonato Europeo de Natación entre los años 2014 y 2021, y tres medallas en el Campeonato Europeo de Natación en Piscina Corta, en los años 2019 y 2021.
Participó en dos Juegos Olímpicos de Verano, ocupando el octavo lugar en Río de Janeiro 2016 y el sexto en Tokio 2020, en la prueba de 4 × 100 m estilos.

## Palmarés internacional
| Campeonato Europeo                  | Campeonato Europeo    | Campeonato Europeo | Campeonato Europeo |
| Año                                 | Lugar                 | Medalla            | Prueba             |
| ----------------------------------- | --------------------- | ------------------ | ------------------ |
| 2014                                | Berlín (Alemania)     | Medalla de bronce  | 100 m braza        |
| 2018                                | Glasgow (Reino Unido) | Medalla de bronce  | 50 m braza         |
| 2018                                | Glasgow (Reino Unido) | Medalla de bronce  | 100 m braza        |
| 2021                                | Budapest (Hungría)    | Medalla de plata   | 100 m braza        |
| 2021                                | Budapest (Hungría)    | Medalla de bronce  | 4 × 100 m estilos  |
| Campeonato Europeo en Piscina Corta |                       |                    |                    |
| Año                                 | Lugar                 | Medalla            | Prueba             |
| 2019                                | Glasgow (Reino Unido) | Medalla de plata   | 100 m braza        |
| 2021                                | Kazán (Rusia)         | Medalla de oro     | 50 m braza         |
| 2021                                | Kazán (Rusia)         | Medalla de bronce  | 4 × 50 m estilos   |